# Turridae
Famille
Turridae est une famille de mollusques gastéropodes de l'ordre des Neogastropoda.
La famille des Turridae a été créée par William Swainson (1789-1855) en 1840.

## Liste des genres
Selon World Register of Marine Species (23 octobre 2014) :
- genre Epidirella Iredale, 1913 -- 1 espèce
- genre Gemmula Weinkauff, 1875 -- 62 espèces
- genre Gemmuloborsonia Shuto, 1989 -- 7 espèces
- genre Kuroshioturris Shuto, 1961 -- 5 espèces
- genre Lophiotoma Casey, 1904 -- 24 espèces
- genre Lucerapex Wenz, 1943 -- 8 espèces
- genre Xenuroturris Iredale, 1929 -- 6 espèces

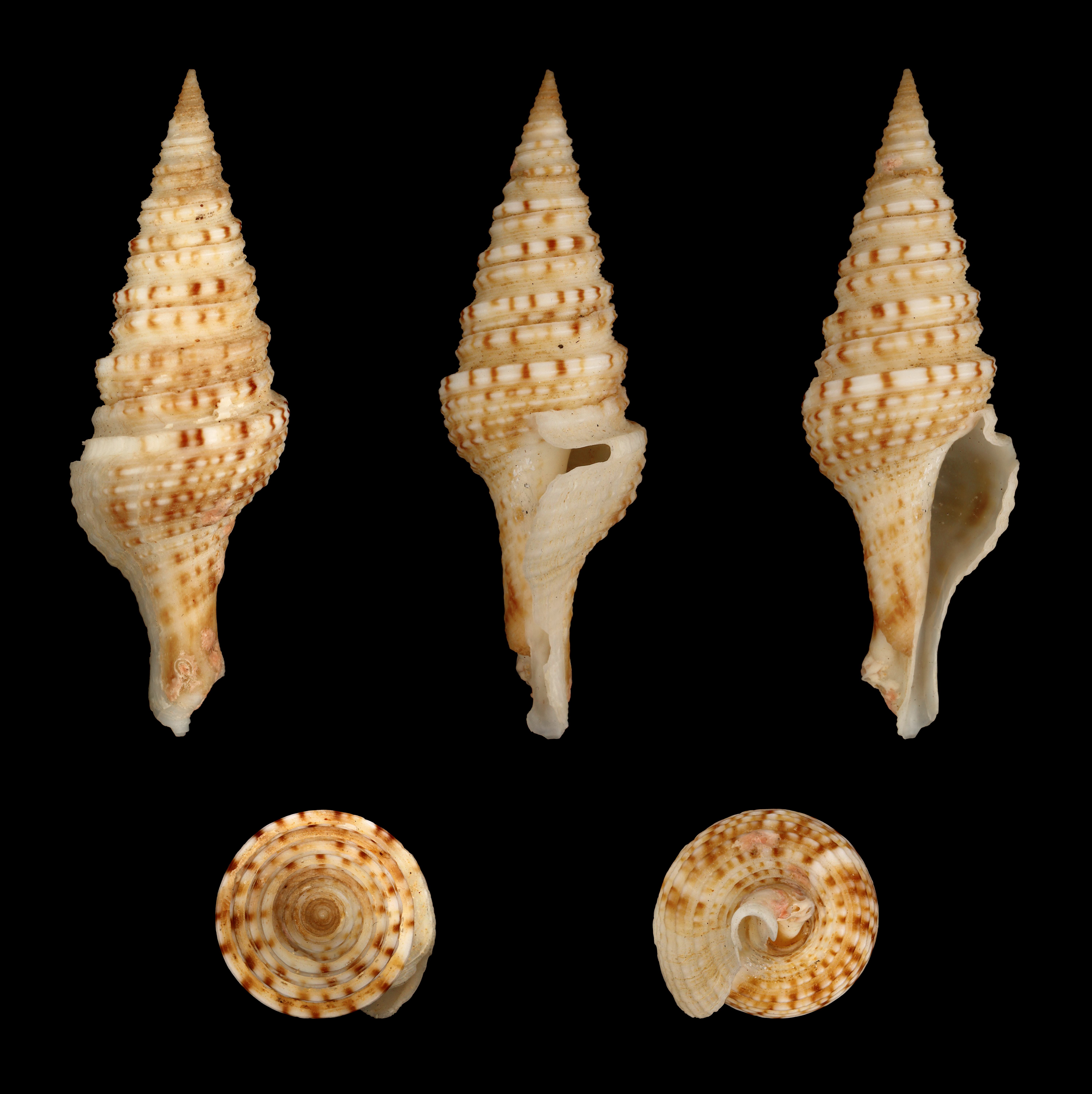
Gemmula unedo
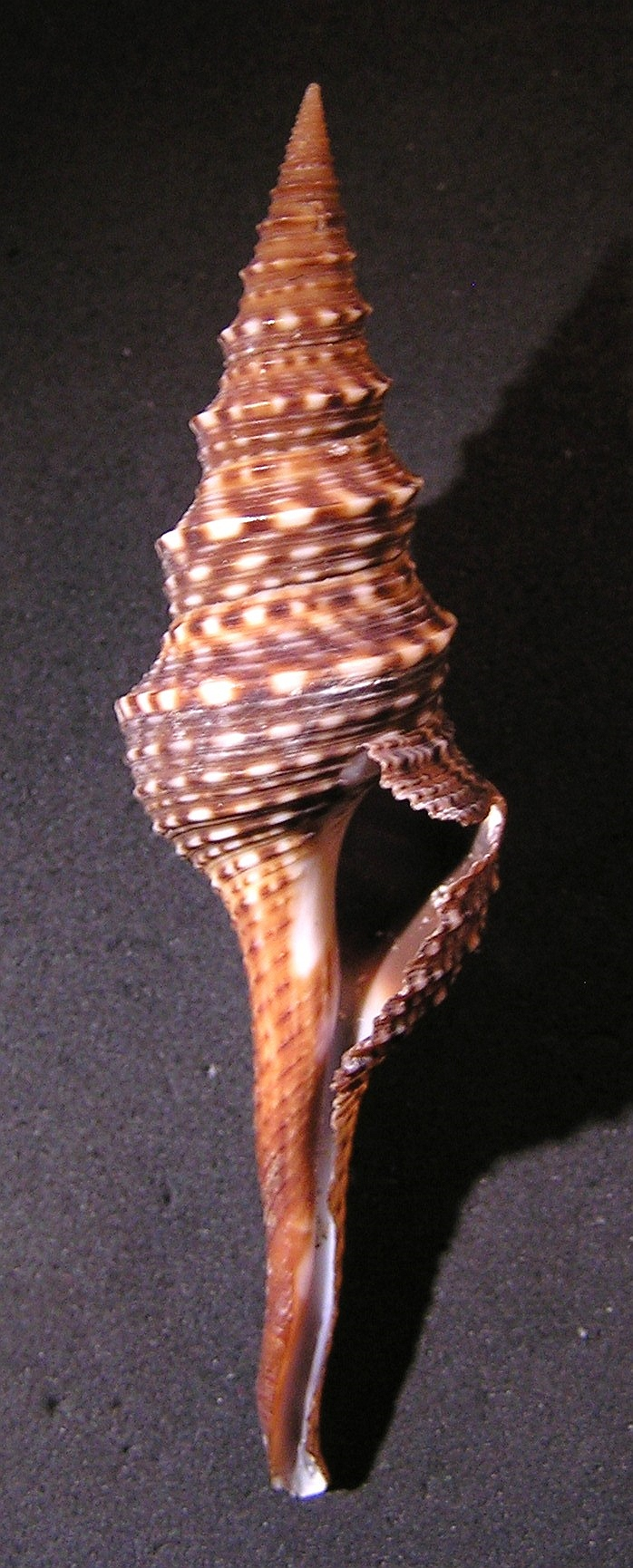
Lophiotoma indica
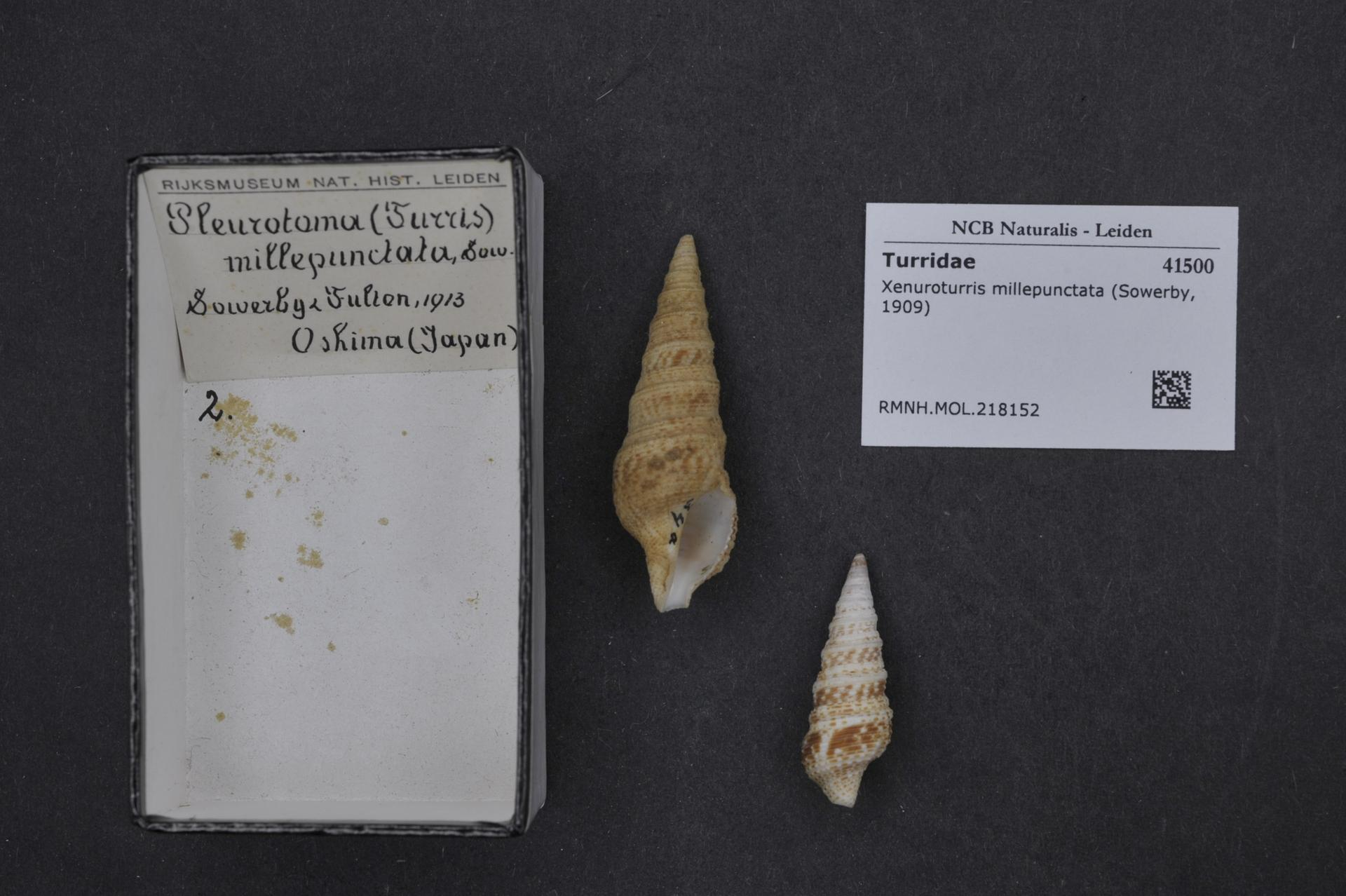
Xenuroturris millepunctata